# Ove Abildgaard
Ove Abildgaard (født 1916 - død 1990) var en dansk digter.
Abildgaard blev student i 1935, underviste i 1943-44 og var derefter medarbejder ved Vor Tids Leksikon i 1948-51 og fra 1953 litteraturkritiker på Social-Demokraten. Abildgaard debuterede i 1946 med Uglegylp og befæstede tidligt sin rolle som en traditions- og formvidende digter med sin egen unikke stil. Han tilføjede ofte humor til store eksistentielle spørgsmål i sin digtning. Efter essaysamlingen Det langsamme forår (1957) afsøgte Abildgaard med digtsamlingen Og Lises hånd i min (1972) nye former og retninger i sin digtning.

## Hæder
- Emma Bærentzens Legat, 1950
- Drachmannlegatet, 1988